# Модуль (ролевые игры)
Модуль в настольных ролевых играх, как правило, семейства Dungeons & Dragons — заранее подготовленный и тем или иным способом опубликованный набор персонажей и NPC, локаций, и других задающих сюжет элементов игры, используемый мастером. Официальные модули TSR выпускает в форме книг издательство Wizards of the Coast. Начиная с третьей редакции D&D модули получили название «приключение». Термин «модуль» сохранился, к примеру в таком «форке» D&D, как Pathfinder Roleplaying Game. В этой игровой системе длина игрового модуля составляет 2-4 игровых сессии.
В 1970-х годах выпускались также книги-модули, рассчитанные на одного игрока, который мог отыграть приключение без помощи мастера. Однако к середине 70-х они вышли за рамки TRPG, перейдя в разряд книг-игр, что обогатило данный жанр интерактивной литературы такой получившей распространение особенностью, как ролевая система.